# Файн-Лейкс
Файн-Лейкс (англ. Fine Lakes) — тауншип в округе Сент-Луис, Миннесота, США. На 2000 год его население составило 145 человек.

## География
По данным Бюро переписи населения США площадь тауншипа составляет 93,0 км², из которых 88,3 км² занимает суша, а 4,6 км² — вода (4,99 %).

## Демография
По данным переписи населения 2000 года здесь находились 145 человек, 57 домохозяйств и 45 семей. Плотность населения —  1,6 чел./км². На территории тауншипа расположено 215 построек со средней плотностью 2,4 построек на один квадратный километр. Расовый состав населения: 98,62 % белых и 1,38 % коренных американцев.
Из 57 домохозяйств в 26,3 % воспитывались дети до 18 лет, в 73,7 % проживали супружеские пары, в 5,3 % проживали незамужние женщины и в 19,3 % домохозяйств проживали несемейные люди. 15,8 % домохозяйств состояли из одного человека, при том 7,0 % из — одиноких пожилых людей старше 65 лет. Средний размер домохозяйства — 2,54, а семьи — 2,87 человека.
21,4 % населения — младше 18 лет, 3,4 % — в возрасте от 18 до 24 лет, 28,3 % — от 25 до 44, 30,3 % — от 45 до 64, и 16,6 % — старше 65 лет. Средний возраст — 42 года. На каждые 100 женщин приходилось 104,2 мужчин. На каждые 100 женщин старше 18 приходилось 107,3 мужчин.
Средний годовой доход домохозяйства составлял 38 750 долларов, а средний годовой доход семьи —  40 625 долларов. Средний доход мужчин —  26 875  долларов, в то время как у женщин — 16 000. Доход на душу населения составил 16 015 долларов. За чертой бедности находились 5,1 % семей и 8,7 % всего населения тауншипа, из которых 18,2 % младше 18 лет.